# Into the Music
Into the Music är ett musikalbum av Van Morrison som lanserades 1979. Albumet spelades in tidigt 1979 på "Record Plant" i Sausalito, Kalifornien. Efter albumet Wavelength som haft en mer modern ljudbild med syntar och elgitarrer bestämde sig Morrison för att göra ett album i stil med hans tidigare 1970-talsalbum, mer inspirerat av soul och folkmusik.
Albumet blev listat som #6 i magasinet The Village Voice "Pazz & Jop"-lista för 1979.

## Låtlista
1. "Bright Side of the Road" – 3:47
2. "Full Force Gale" – 3:14
3. "Steppin' Out Queen" – 5:28
4. "Troubadours" – 4:41
5. "Rolling Hills" – 2:53
6. "You Make Me Feel So Free" – 4:09
7. "Angeliou" – 6:48
8. "And the Healing Has Begun" – 7:59
9. "It's All in the Game" – 4:39
10. "You Know What They're Writing About" – 6:10

## Listplaceringar
- Billboard 200, USA: #43[2]
- UK Albums Chart, Storbritannien: #21[3]
- RPM, Kanada: #20[4]
- Nederländerna: #33[5]
- VG-lista, Norge: #16[6]